# Foca comuna

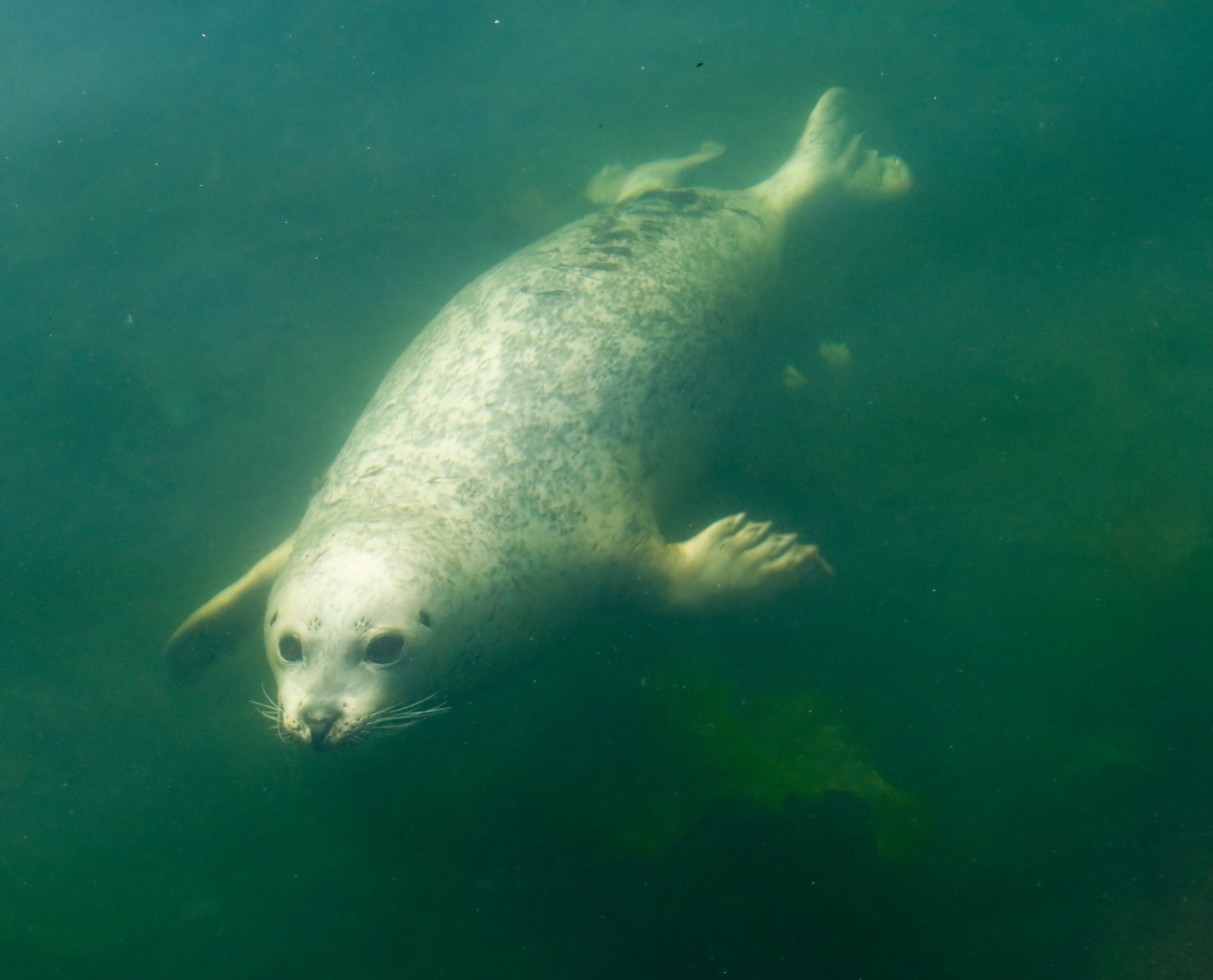
Foca comuna nedant sota l'aigua

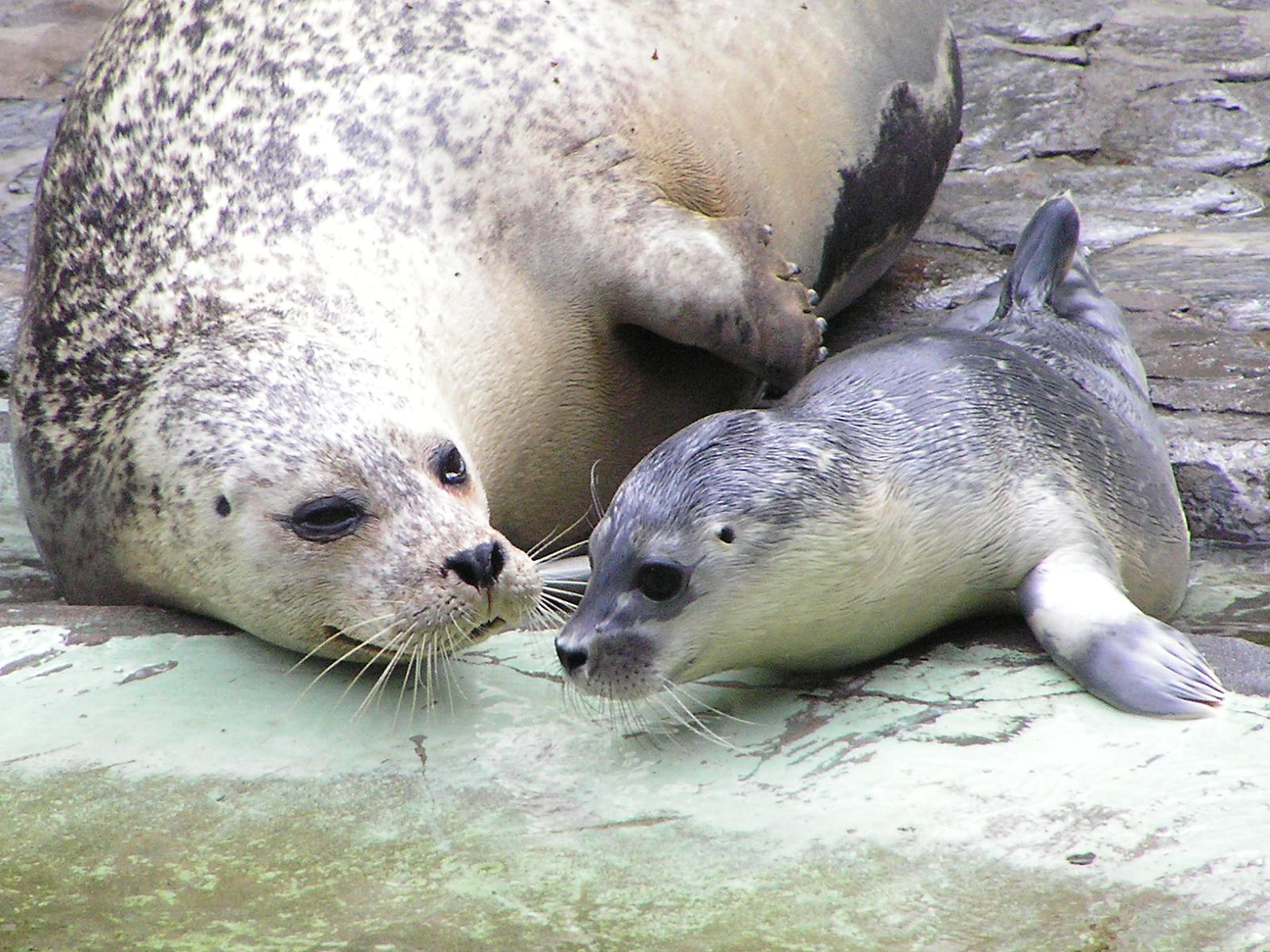
Mare i cria de foca comuna al Zoo d'Anvers

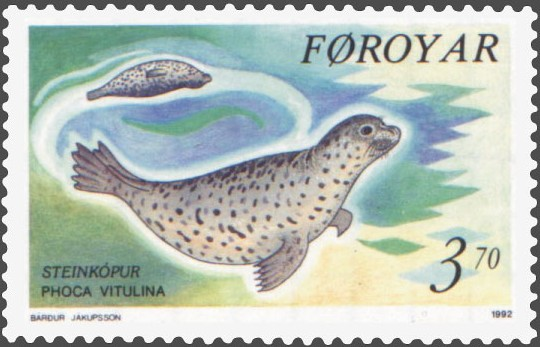
Segell de les illes Fèroe amb la imatge d'una foca comuna

La foca comuna (Phoca vitulina) és l'espècie de pinnípede amb la major distribució geogràfica de tota la Terra.

## Descripció
- Comparada amb la resta de foques, la foca comuna és petita: els mascles assoleixen una longitud d'1,4-1,9 metres i pesant fins als 140 kg. Les femelles fan 1,2-1,7 metres de llargada amb un pes de 45 a 80 kg.[2]
- Cos rabassut, membres curts i cap força gros, amb el nas allargat.
- Pell de color groguenc o grisenc, amb taques blanquinoses i grises al dors i clares al ventre.[3]

## Subespècies
- P. v. vitulina (Atlàntic oriental).
- P. v. vitulina concolor (Atlàntic occidental).
- P. v. vitulina richardsi (Pacífic oriental).
- P. v. vitulina stejnegeri (Pacífic occidental).
- P. v. vitulina mellonae (nord del Quebec).[1][4]

## Reproducció
L'acoblament té lloc d'agost a octubre i el període de gestació dura de deu mesos i mig a onze mesos. Donen a llum a terra i, normalment, té un cadell en cada part. La mare cuida la cria i l'alimenta de tres a quatre setmanes, després la mare se'n va i el jove s'ha de valer per si mateix.

## Alimentació
Menja sobretot peixos (bacallà, peixos plans, salmònids, etc.) i completa la dieta amb crustacis, calamarsos, pops i també ocells marins i algues. Un adult d'aquesta espècie ingereix entre 4,5 i 8,2 kg de menjar cada dia, la qual cosa representa entre un 5 i un 6% del seu pes corporal.

## Depredadors naturals
La foca comuna és presa dels grans taurons blancs (Carcharodon carcharias) i de les orques (Orcinus orca).

## Hàbitat
Viu en aigües poc pregones, prop de les costes sorrenques, en grups d'uns 20 individus, i penetra de vegades en els rius.

## Distribució geogràfica
La foca comuna és natural de les costes de l'hemisferi nord: a l'oceà Pacífic arriba des del Mar de Bering fins al Japó i Califòrnia als Estats Units. A l'Atlàntic se la pot veure al sud de Groenlàndia i a Islàndia i des de la Badia de Hudson fins a Carolina del Sud als Estats Units, havent-ne algunes que han arribat fins a la Florida. Els seus reductes a Europa els constitueixen les illes Svalbard i Nova Terra, tot i que és comú observar-la des de les costes del Mar de Barentsz fins a Portugal.

## Costums
No és una espècie migratòria. Des de la primavera a la tardor és possible veure-la en agrupacions de diversos centenars. Demostra preferència per les costes protegides; les badies, desembocadures de rius, i altres llocs on els corrents no són gaire forts.

## Observacions
- Les femelles tenen una longevitat d'entre 35 i 40 anys, en canvi els mascles assoleixen 10 anys menys.
- Els esquimals n'aprofiten el greix, la carn i la pell, que és apreciada també en pelleteria.[1]

## Espècies afins
La foca barbuda (Erignathus barbatus), la foca menjacrancs (Lobodon carcinophagus), la foca monjo del Mediterrani (Monachus monachus), la foca grisa (Halichoerus grypus), la foca de Groenlàndia (Phoca groenlandica) i la foca marbrada (Phoca hispida) mostren una gran semblança amb la foca comuna.